# Фрідріх Рохледер
Фрідріх Рохледер (нім. Friedrich Rochleder, *15 травня 1819 у Відень- †5 листопада 1874 там же) — австрійський хімік.
Його батько, фармацевт Антон Рохледер, визначив для сина Фрідріха Рохледера професію фармацевта, який проте не знаходив у цьому задоволення. З 1836 року він вивчав медицину у Віденському університеті і отримав науковий ступінь доктора медицини у 1842 році. Як і його друг Йозеф Редтенбахер, він потім звернувся до хімії та продовжив навчання в Гіссені у Юстуса фон Лібіха. Ідеї Лібіха про застосування хімії до фізіології та сільського господарства доповнили інтерес Рохледера до біології. Після закінчення навчання він провів кілька місяців у Парижі та Лондоні. Після повернення в 1845 році міністр Граф Стадіон призначив його професором технічної хімії в новоствореній Технічній академії у Львові. З 1848 року він був дійсним членом Академії наук у Відні. У 1849 році він став професором хімії в Карловому університеті в Празі, а у 1870 році — професором загальної та фармацевтичної хімії у Віденському університеті.
В основному він займався хімією рослин.

## Праці
- Über einige Bestandtheile der Blätter u. Rinde von Cèrasus acida Borckh; Wien, 1869
- Ueber die Stammrinde von Pyrus Malus L. und Aesculus Hippocastanum L; Wien, 1867
- Ueber die Krystallisierten Bestandteile der Rosskastanie: (Aesculus Hippocastanum L.); Wien 1863
- Notiz ueber eine Reihe homologer Farbstoffe; Wien, 1863
- Untersuchung der reifen Samen der Rosskastanie; Wien, 1862
- Über das Vorkommen des Querzitrin als Blüthenfarbestoff; Wien, 1859
- Handbuch der Chemie, Bd. 8, Phyto- und Zoochemie (mit Leopold Gmelin) 1858
- Mittheilungen aus dem chemischen Laboratorium zu Prag; Wien, 1858
- Chemie und Physiologie der Pflanzen; Heidelberg, Winter, 1858
- Anleitung zur Analyse von Pflanzen und Pflanzentheilen; Würzburg, Stahel, 1858
- Ueber die Anwendung des Tonerdehydrates und der Tonerdesalze in der Analyse von Pflanzentheilen; Wien, 1857
- Notiz über die Gerbsäuren; Wien, 1856
- Vorläufige Notiz ueber den Galläpfel-Färbestoff; Wien, 1856
- Ueber eine eigentümliche Zersetzung des schwefligsauren Ammoniumoxydes; Wien, 1856
- Ueber das Aesculin; Wien, 1856
- Über die chinesischen Gelbschoten; Wien, 1855
- Ueber die Oxyde R2O3; Wien, 1855
- Über das Trocknen der zu analysirenden Substanzen; Wien, 1855
- Ueber die Einwirkung doppeltschwefeligsaurer Alkalien auf organische Substanzen; Wien, 1854
- Ueber die Bildung der Kohlenhydrate in den Pflanzen; Wien, 1854
- Notiz über Aesculetin und Origanum-Oel; Wien, 1854
- Phytochemie; Leipzig, Engelmann, 1854
- Ueber einige Bitterstoffe; 1853
- Nachschrift zu der Untersuchung von Pinus sylvestris des Herrn Kawalier; 1853
- Über die natürliche Familie der «Rubiaceae»; 1852
- Über die natürliche Familie der Ericineae; 1852
- Die Genussmittel und Gewürze in chemischer Beziehung; Wien, 1852
- Untersuchung der Wurzel der Rubia tinctorum; Wien, 1851
- Ueber die Wurzel Rubia tinctorum
- Notiz über Richardsonia scabra; 1851
- Ueber die Wurzel der Chiococca racemosa; Wien, 1850
- Ueber das Caffein; 1850
- Notiz über ein Stearopten aus Kassiaöl; 1850
- Beiträge zur Phytochemie; Wien, 1847